# Bachenbülach
Bachenbülach je obec v kantonu Curych ve Švýcarsku. Nachází se v blízkosti největšího švýcarského města, Curychu, do jehož aglomerace také patří. Žije zde přibližně 4 100 obyvatel.

## Geografie
Obec Bachenbülach se nachází v údolí řeky Glatt v nadmořské výšce 426 metrů v oblasti zvané Unterland. Obec leží na západním svahu Dättenbergu, kde potok vytéká z rokle Bachtobel. Rozrostla se společně s obcí Bülach na severu a částečně s obcí Winkel na jihu. Na západě se mírně zvedá zalesněný Höragen. Nejvyšším bodem obce je Hüttenbüel ve výšce 573 m n. m., nejnižším bodem je Dorfbach ve výšce 414 m n. m. na hranici s Bülachem.
Území obce tvoří z 38,5 % lesy, 32,9 % zemědělství a 26,7 % připadá na zastavěnou plochu a dopravu (stav k roku 2018).
Bachenbülach sousedí na severu s Bülachem, na jihu s Winkelem, na západě s Höri a na jihozápadě s Oberglattem.

## Historie

Letecký pohled (1968)

První zmínka o obci pochází z roku 1149 jako Bahchenboulacho. Vesnice byla ve vrcholném středověku pravděpodobně osadou, rozšiřující obec Bülach. Svědčí o tom společné pozemky a lesy, které Bachenbülach vlastnil v sousedním Bülachu a Winkelu. Od roku 1412 do roku 1798 patřil Bachenbülach k curyšskému panství Bülach a k panství Twinghof Winkel (od roku 1417). Politicky a církevně byl Bachenbülach spojen s Bülachem jako tzv. externí farnost a měl jen omezený přístup k výhodám a privilegiím města. Poprvé mohl Bachenbülach vést vlastní obecní účty v roce 1699. V roce 1849 byla po dlouhém soudním sporu občanská obec Bachenbülach prohlášena za samostatnou politickou obec.

## Obyvatelstvo
| Rok            | 1665 | 1850 | 1900 | 1950 | 2000 | 2005 | 2010 | 2015 | 2020 | 2022 |
| Počet obyvatel | 273  | 569  | 540  | 632  | 3110 | 3548 | 3869 | 4026 | 4203 | 4201 |

### Náboženství
Obec se nachází v převážně reformovaném kantonu Curych (24,5 % oproti 22,9 % římskokatolického obyvatelstva). V roce 2022 se k evangelické reformované církvi hlásilo 26,4 % obyvatel, k římskokatolické 22,7 % a 50,9 % obyvatel mělo jinou nebo žádnou konfesní příslušnost.

## Hospodářství

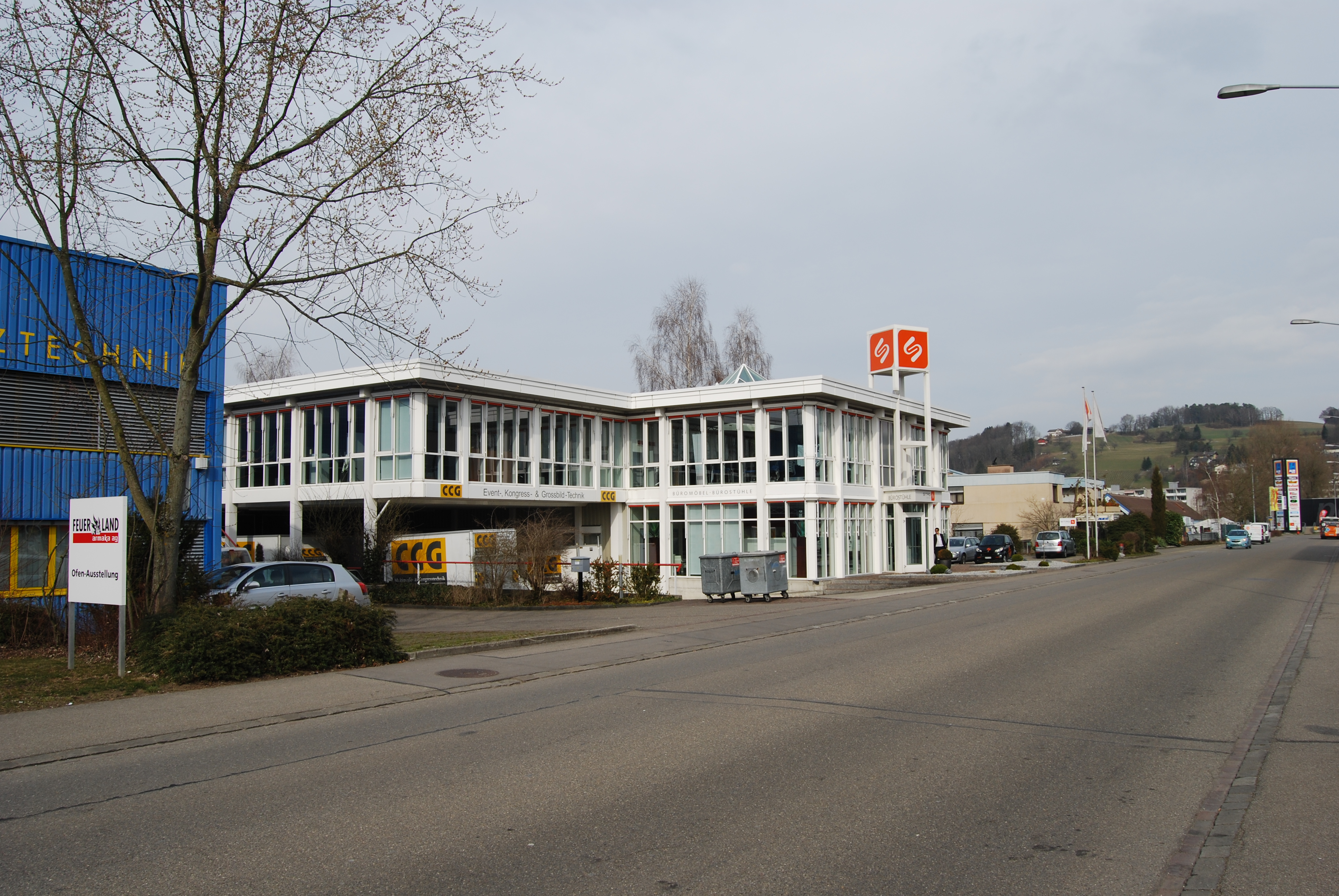
Průmyslová zóna v obci

Dle sčítání lidu z roku 1850 byla struktura zaměstnanosti v obci velice pestrá. Zemědělství, práce v továrnách a v domácnostech, stejně jako široká škála zemědělských řemesel jsou příklady polozemědělských a nezemědělských forem zaměstnání rozšířených v curyšské nížině. V roce 1939 stále převažovalo drobné zemědělství; ze 75 zemědělských podniků měly pouze 3 více než 10 hektarů obdělávané půdy, 52 mělo méně než 5 hektarů; třetina hospodařila na částečný úvazek. Blízkost Bülachu napomohla brzké modernizaci zvenčí. Pouliční osvětlení palivem Neolin bylo v obci zavedeno již v roce 1873, elektrifikace v roce 1913 a regulace vesnického potoka roku 1903. V roce 1876 postavili bratři Maagové továrnu na vyšívání s 20 stroji, kterou v roce 1907 převzal plukovník Emil Sonderegger a která byla v roce 1920 uzavřena. Nahradila ji továrna na ruční harmoniky (zrušena v roce 1954).

## Doprava
Do Bachenbülachu jezdí každou půlhodinu poštovní autobusová linka regionu Zürich Unterland. Vlakové spoje S-Bahn z Bülachu a ze železniční stanice Zürich Flughafen spojují obec s Curychem, Winterthurem a Schaffhausenem.
Kantonální silnice spojuje Bachenbülach přímo s letištní dálnicí A51.

## Osobnosti
- Nicola Spirigová (* 1982), triatlonistka, žije v obci